# Karel Waignein

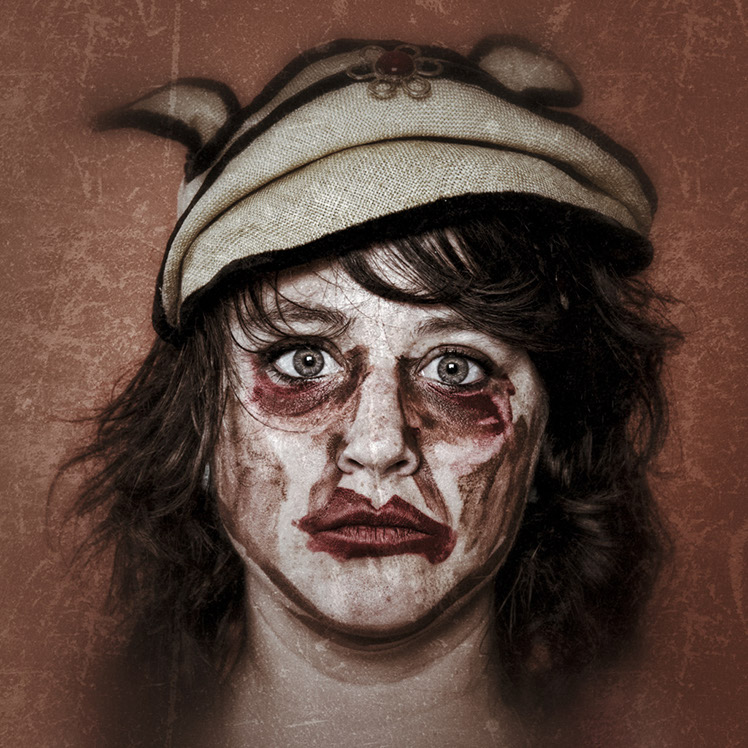
Colored Emotions - The portrets

Karel Jules Hugo Waignein (Wervik, 20 januari 1959) is een Belgische kunstfotograaf.

## Biografie
Waignein volgde reproductiefotografie en grafisch ontwerp aan het Hoger Instituut voor Grafisch Onderwijs te Gent. Hij verdiepte zich verder in de fotografie aan de kunstacademie van Menen en aan het Vormingsinstituut te Roeselare. Als kunstenaar ontplooide hij zich in de jaren 90 en legde zich vooral toe op fotografie. Hij deed mee aan tal van groepstentoonstellingen en kunsthappenings. Naast zijn grafisch werk en zijn fotografie, schreef Waignein gedichtenbundels, fotoboeken en toneelwerk. Met zijn project Colored Emotions won hij tal van internationale prijzen.
Waignein is gehuwd en heeft twee dochters.

## Tentoonstellingen
- 2001: Acties Tentoonstelling – Schippershof (Menen)
- 2002: Tentoonstelling – Cellart (Kortrijk)
- 2004: Tentoonstelling - Cellart (Kortrijk)
- 2009: Tentoonstelling – De Steiger (Menen)
- 2009: Uitgave Fotoboek “Afgietsels”
- 2012: Tentoonstelling - L'Été des Portraits (Bourbon Lancy FR.)
- 2013: Tentoonstelling - Cellart (Kortrijk)
- 2013: Tentoonstelling - Zaal 29 (Waregem)
- 2013: Tentoonstelling – MADO - vzw Wit.h (Kortrijk)
- 2013: Tentoonstelling - 3rd China Internationale Digital Photography Art Exhibition (Lishui)
- 2014: Tentoonstelling – De Steiger (Menen)
- 2014: Tentoonstelling – St. Maartenskathedraal (Ieper)
- 2014: Tentoonstelling – Kapel St. Jan (Wervik)
- 2014: Tentoonstelling – Bibliotheek (Zonnebeke)
- 2016: Tentoonstelling – Het Gasthuis (Aarschot)
- 2017: Tentoonstelling – 1000 Patronen (Kortrijk)
- 2018: Tentoonstelling – Pontem (Menen)
- 2019: Tentoonstelling – Lens op mens (Pelt)
- 2022: Tentoonstelling - Geert Pattyn (Geluwe)

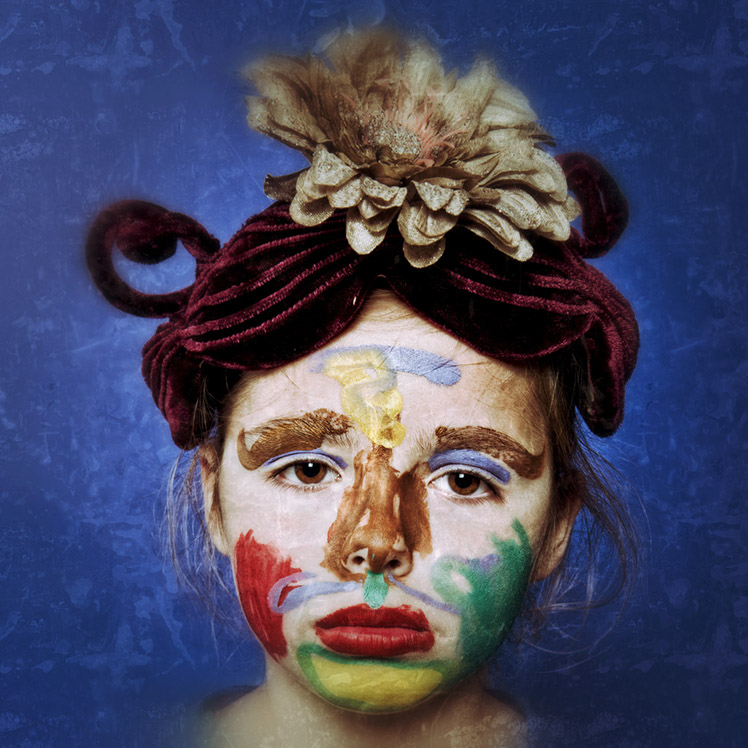
Colored emotions is a project in which the artist confronts man with his conscience. The severity of the faces in combination with the funny hats symbolize the underlying title: ‘I do not laugh: this world is in danger!’Colored Emotions gives us a brilliant satirical look at biblical paintings in Renaissance style. The poses of the models and the – Caravaggio-style - chiaroscuro lighting techniques create an uncanny representation of famous paintings. The only differences are the clown faces, the props, the clothes and ,of course, photography instead of painting.

- Colored emotions is a project in which the artist confronts man with his conscience. The severity of the faces in combination with the funny hats symbolize the underlying title: ‘I do not laugh: this world is in danger!’Colored Emotions gives us a brilliant satirical look at biblical paintings in Renaissance style. The poses of the models and the – Caravaggio-style - chiaroscuro lighting techniques create an uncanny representation of famous paintings. The only differences are the clown faces, the props, the clothes and ,of course, photography instead of painting.2022: Tentoonstelling - Kunstzomer Leiestreek (Kortrijk)

## Erkentelijkheden
- 2007: "Photo of the month" van National Geographic
- 2012: "Award d'Or" op de 5de Europese Biënnale "L' Eté des Portraits"  (Bourbon-Lancy)
- 2012: "Borvo de rubis 3ème prix" op de 5de Europese Biënnale "L' Eté des Portraits"  (Bourbon-Lancy)[1]
- 2012: "Honorable Mention" in People - categorie portret met "Colored Emotions" bij de International Photography Awards (IPA)
- 2012: "Bronze Medal" in The China International Photography Art Exhibition[2]
- 2012: "Brons" in Fine Art Portret (India)
- 2013: Nominatie voor de "Leica Oskar Barnack Preis"
- 2013: "3 Honorable Mentions" categorie Fine Art portret and advertising/conceptual met "Colored Emotions" bij de International Photography Awards (Los Angeles)
- 2014: "European Photographer of the year" Silver Award for individual picture "Illustration/Digital Art/Fine Art"
- 2018: "Honorable Mention" professional category winners "Colored Emotions" bij de Fine Art Photography Awards (UK)
- 2021: "Honorable Mention" in People - categorie portret met "Colored Emotions" bij de International Photography Awards (IPA)